# София Андрухович
София Юрийвна Андрухович (на украински: Софія Юріївна Андрухович) е украинска писателка и преводачка.

## Биография
Родена е на 17 ноември 1982 година в югозападния украински град Ивано-Франкивск, в семейството на писателя Юрий Андрухович. Завършва Природонаучния лицей в родния си град в 2000 година, а след това и Украинската академия за печат. Работи като съредакторка на периодичното издание „Четвер“.
В 2014 година романът ѝ „Фелікс Австрія“ печели наградата на Би Би Си Украйна за книга на годината. През март 2021 година Андрухович печели наградата на ООН за жените и Украинския институт „Жените в изкуството“ за литература. В 2021 година София Андрухович влиза в топ 100 на успешните жени на Украйна според списание „Новое время“.
Женена е за украинския писател Андрий Бондар, с когото има дъщеря, родена в 2008 година.

## Творчество

### Проза
- Літо Мілени (Киев, 2002).
- Старі люди (Ивано-Франкивск, 2003).
- Жінки їхніх чоловіків (Ивано-Франкивск, 2005).
- Сьомга (Киев, 2007).
- Фелікс Австрія (Лвов, 2014).
- Амадока (Лвов, 2020).

### Преводи
- Мануела Ґретковська. Європейка. Превод от полски.
- Джоан Роулінг. Гаррі Поттер і келих вогню. Превод от английски (заедно с Виктор Морозов].